# Терапия на вазимоотношенията родител-дете
Терапията на взаимодействието родител-дете (на английски: parent–child interaction therapy) е форма на поведенчески тренинг за родители разработен от Шейла Ейберг и е предназначен за деца между 2 и 7 г. и техните настойници. Разработката е свързана с работата на Рудолф Дрейкърс, който е приложил теорията за индивидуалната психология в интеракцията между родител и дете. ТВРД е научно обоснован метод базиращ се на доказателствата и насочен към малките деца с емоционални и поведенчески разстройства като поставя акцент върху подобряването на качеството на взаимоотношенията между родителите и децата и променя моделите на взаимоотношения между тях.
Нарушеното поведение на децата е най-честата причина за насочване им към услугите за психо-социални грижи и може да варира от относително малки отклонения като „отговаряне“ до по-значими актове като агресия например. Най-често третираното Разстройство на нарушеното поведение може да класифицира като Опозиционно предизвикателно разстройство или Поведенческо разстройство в зависимост от сложността на поведението и естеството на представения проблем. Разстройството се случва заедно със Синдрома на дефицит на вниманието с хиперактивност (ADHD). Терапията използва уникална комбинация от поведенческата терапия, терапия чрез игра и обучение на родители като ги учи на ефективни техники за дисциплиниране на децата и подобрява взаимоотношенията между тях.
Базирайки се на теорията на Диана Баумринд за развитието на родителстването, ТВРД преподава „Авторитетно“ родителстване като това е представено чрез комбинация от твърд контрол, добра комуникация и подхранване на поведението. ТВРД е основана на теориите за социално учене и привързаността посредством, които се стреми да осъществи авторитетното родителстване.

## Фази на терапията
ТВРД е разделена на две фази: развитие на взаимоотношенията (интеракция насочена към детето ИНД) и тренинг за дисциплиниране (интеракция насочена към родителя ИНР). ИНД се фокусира върху заздравяване на привързаността между ротителя и детето и е основа за следващата фаза – ИНР, която подчертава структурираният и съдържателен подход към дисциплината. Всяка фаза започва с една-единствена обучителна сесия, в която родителят посещава без детето и е последвана от серия от седмични сесии с него.

### Интеракция насочена към детето
Интеракцията насочена към детето (ИНД) е част от ТВРД целяща да развие любяща и подхранваща връзка между родителя и детето посредством вид игрова терапия. Родителите се обучават на списък от „Да-та“ и „Не-та“, които използват докато си взаимодействат с техните деца. Те използват и тези умения докато си играят с детето през деня и го наричат" Специалното време" за децата. Целата на тази фаза е да изгради и подобри себеоценката на детето докато в същото време се подобрява положителното му социално поведение.

#### ГОРДОСТ умения
Родителите се обучават в набор от умения, които на английски имат абривиетурата PRIDE-ГОРДОСТ използвайки ги в Специалното време.
PRIDE е съкращение на следното:
P – Praise П-Похвала
R – Reflect Р-Рефлексия
I – Imitate И – Имитирай
D – Describe О – Опиши
E – Enjoyment Р – Радост
Абривиетурата е напомняне за това, което родителите трябва да правят: описват онова, което децата правят, рефлектират върху онова, което те казват, имитират играта на децата си, хвалят децата за техните позитивни действия, и се опитват да се радват на Специалното време. По време на тяхното прилагане, родителите се насърчават да избягват въпроси, команди и забрани. Тъй като ТВРД е насочена за деца между 2 и 7 г., коучингът взема предвид особеностите на развитието на всяка възраст и обучава родителите да внимават върху нея. Родителите се насърчават да хвалят и рефлексират върху всеки опит на децата им вербално да общуват с тях, оставяйки говорът им да се развива едновременно по това време.

### Интеракция насочена към родителя
Интеракцията насочена към родителя (ИНД) е част от ТВРД, която има за цел да обучи родителите в по-ефективни средства за дисциплиниране на техните деца постигайки го чрез форми на поведенческа и игрова терапия. Родителите се обучават да издават ясни, подходящи за възрастта директни команди предоставящи логични последствия за изпълнението или не изпълнението им. [D]
Родителите хвалят детето, когато се изпълнява командата и правят пауза, когато детето не я изпълнява. По време на играта в ИНР сесията, родителите наставляват децата, допускайки последствията от подходящ характер.

## Психологически измервания
Психотерапевтите оценяват семейният прогрес по няколко начина. Първо се измерва кодирането и наблюдаваното във взаимодействието родител-дете чрез Dyadic Parent-Child Interaction Coding System (DPICS). В началото на всяка сесия се използват двете измервания за да се изберат уменията, върху които ще се работи и да се определи момента, когато са изпълнили критерия за придвижване напред от едната фаза на терапията към другата и нейното приключване. Също така, в началото на всяка сесия родителите попълват въпросника – Intensity Scale of the Eyberg Child Behavior Inventory (ECBI), който измерва текущото проблемно поведение на децата в къщи. Всяка седмица психотерапевта отбелязва резултатите за да се наблюдава прогреса на детето и в различни моменти от терапията ги споделя с родителя. И накрая, в допълнение на тези критерии, терапията не приключва, докато родителят не изрази своята увереност в уменията си за наставляване на детето.

## Приложения на терапията
ТВРД е била използвана при семейства злоупотребяващи с децата си деца с опозиционно поведение. Също така, терапията може да се използва при малтретирани деца.
ТВРД е модел, който е показал успех при деца с Опозиционно предизвикателно разстройство и напоследък се прилага и при деца с Аутизъм.[. Към момента, много научни изследвания са били направени за това как терапията може да се приложи за ангажиране и задържане на семействата с трудно родителстване в нея.[ Проучванията показват, че уменията научени по време на сесиите се прилагат в къщи. ТВРД е много популярно в САЩ, и намира прием в Австралия, Германия, Япония, Хонконг, Норвегия, Нидерландия, Южна Корея, Тайван, Нова Зеландия и Кипър.

## Икономическа ефективност
Терапията на взаимодействието родител-дете е подход, който е доказал своята икономическа ефективност. Начинът, по който това е било измерено е чрез сравняване на съотношението между цената на терапията и придобите ползи от промяната в поведението. Измереното е със значителни клинични подобрения в CBCL(намаляването е в диапазона 17 – 61%)